# Sarrola-Carcopino
Pour les articles homonymes, voir Carcopino.
Sarrola-Carcopino est une commune française située dans la circonscription départementale de la Corse-du-Sud et le territoire de la collectivité de Corse. Elle appartient à l'ancienne piève de Mezzana dont elle était le chef-lieu.

## Géographie

### Situation
Sarrola Carcopino est une vaste commune qui s'étend du village jusqu'à la plaine de Mezzavia. Elle appartient à l'espace périurbain d'Ajaccio.

### Voies de communication et transports

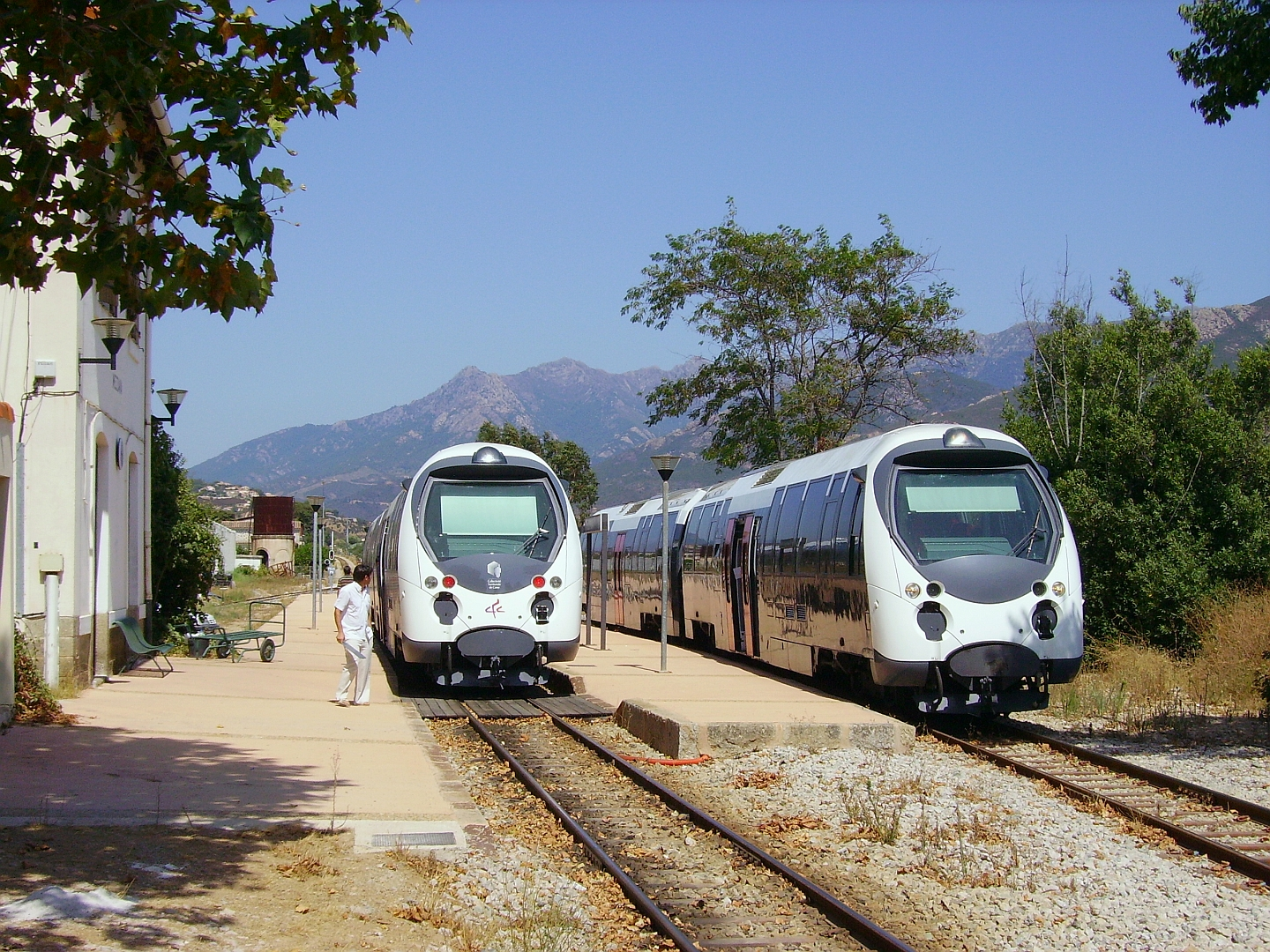
La gare de Mezzana en 2009.

Sarrola-Carcopino est desservie par le chemin de fer à la gare de Mezzana et la halte d'Effrico sur la ligne de Bastia à Ajaccio.

## Urbanisme

### Typologie
Au 1er janvier 2024, Sarrola-Carcopino est catégorisée commune rurale à habitat dispersé, selon la nouvelle grille communale de densité à sept niveaux définie par l'Insee en 2022.
Elle appartient à l'unité urbaine d'Ajaccio, une agglomération intra-départementale regroupant cinq  communes, dont elle est une commune de la banlieue,,. Par ailleurs la commune fait partie de l'aire d'attraction d'Ajaccio, dont elle est une commune de la couronne,. Cette aire, qui regroupe 79 communes, est catégorisée dans les aires de 50 000 à moins de 200 000 habitants,.

### Occupation des sols
L'occupation des sols de la commune, telle qu'elle ressort de la base de données européenne d’occupation biophysique des sols Corine Land Cover (CLC), est marquée par l'importance des forêts et milieux semi-naturels (54,4 % en 2018), néanmoins en diminution par rapport à 1990 (56,5 %). La répartition détaillée en 2018 est la suivante : 
milieux à végétation arbustive et/ou herbacée (40,5 %), zones agricoles hétérogènes (27,9 %), forêts (10,2 %), zones industrielles ou commerciales et réseaux de communication (5,4 %), zones urbanisées (3,9 %), espaces ouverts, sans ou avec peu de végétation (3,7 %), prairies (2,9 %), mines, décharges et chantiers (2,7 %), terres arables (2,5 %), eaux continentales (0,3 %). L'évolution de l’occupation des sols de la commune et de ses infrastructures peut être observée sur les différentes représentations cartographiques du territoire : la carte de Cassini (XVIIIe siècle), la carte d'état-major (1820-1866) et les cartes ou photos aériennes de l'IGN pour la période actuelle (1950 à aujourd'hui).

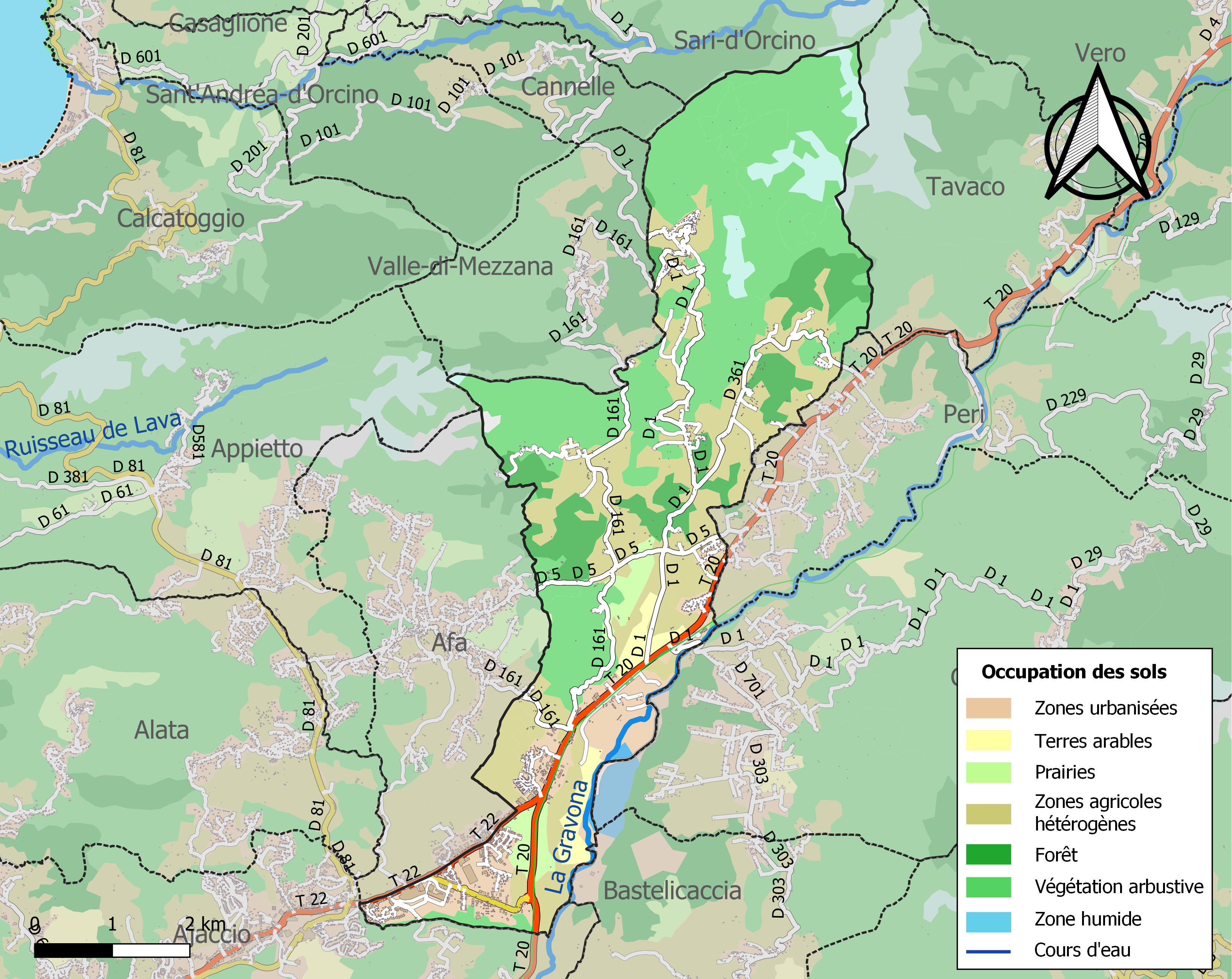
Carte des infrastructures et de l'occupation des sols de la commune en 2018 (CLC).

## Toponymie
Le nom en corse de la commune est Sarrula.

## Économie
Sur le territoire de la commune est implanté le centre commercial Atrium, plus grand centre commercial de Corse, qui compte notamment l'hypermarché Auchan.

## Politique et administration

### Administration municipale
| Période                                  | Période  | Identité                          | Étiquette    | Qualité |
| ---------------------------------------- | -------- | --------------------------------- | ------------ | --- |
| 1897                                     | 1900     | Jean André Tiburce Cuneo d'Ornano |              | Conseiller général du Canton de Sarrola-Carcopino (1904-1919) |
| 1946                                     | 2006     | Noël Sarrola                      | MRG puis PRG | Conseiller général du Canton de Sarrola-Carcopino (1956-1973) puis du Canton de Celavo-Mezzana (1977-2007) Président du Conseil général de la Corse-du-Sud (2001-2004) |
| 2007                                     | En cours | Alexandre Sarrola                 | DVG          | Fonctionnaire Conseiller général du canton de Celavo-Mezzana (2007-2017)                                                                                               |
| Les données manquantes sont à compléter. |          |                                   |              | |

### Intercommunalité
La commune fait partie de la communauté d'agglomération du Pays Ajaccien.

## Population et société

### Démographie
L'évolution du nombre d'habitants est connue à travers les recensements de la population effectués dans la commune depuis 1800. Pour les communes de moins de 10 000 habitants, une enquête de recensement portant sur toute la population est réalisée tous les cinq ans, les populations de référence des années intermédiaires étant quant à elles estimées par interpolation ou extrapolation. Pour la commune, le premier recensement exhaustif entrant dans le cadre du nouveau dispositif a été réalisé en 2005.

En 2022, la commune comptait 3 250 habitants, en évolution de +14,2 % par rapport à 2016 (Corse-du-Sud : +7,61 %, France hors Mayotte : +2,11 %).
| 1800 | 1806 | 1821 | 1831 | 1836 | 1841 | 1846 | 1851 | 1856 |
| ---- | ---- | ---- | ---- | ---- | ---- | ---- | ---- | ---- |
| 421  | 443  | 511  | 550  | 605  | 643  | 710  | 930  | 759  |

| 1861 | 1866 | 1872 | 1876 | 1881 | 1886 | 1891 | 1896 | 1901 |
| ---- | ---- | ---- | ---- | ---- | ---- | ---- | ---- | ---- |
| 930  | 949  | 834  | 927  | 931  | 974  | 905  | 900  | 761  |

| 1906 | 1911 | 1921 | 1926 | 1931 | 1936 | 1946 | 1954 | 1962 |
| ---- | ---- | ---- | ---- | ---- | ---- | ---- | ---- | ---- |
| 878  | 756  | 796  | 816  | 830  | 876  | 601  | 698  | 511  |

| 1968 | 1975 | 1982 | 1990  | 1999  | 2005  | 2006  | 2010  | 2015  |
| ---- | ---- | ---- | ----- | ----- | ----- | ----- | ----- | ----- |
| 534  | 508  | 812  | 1 424 | 1 801 | 1 830 | 1 819 | 2 044 | 2 588 |

| 2020  | 2022  | - | - | - | - | - | - | - |
| ----- | ----- | - | - | - | - | - | - | - |
| 3 309 | 3 250 | - | - | - | - | - | - | - |

## Culture et patrimoine

### Lieux et monuments
- Église Saint-Pierre de Torra.
- Chapelle Sainte-Marie dite Santa-Maria de Sarrola-Carcopino.

### Personnalités liées à la commune
- Jérôme Carcopino (1881-1970), grand maître de l’Antiquité, universitaire demeurant une référence incontestée, un épigraphiste renommé et eu un rôle essentiel dans le domaine de l’archéologie (désormais intégrée dans la Code du Patrimoine). Il a favorisé la recherche à Aleria, intervenant autant pour les investigations de terrain que pour la conservation du mobilier exhumé que pour la préservation du site antique. Il fut ministre de Vichy, mais il sera absous par la Haute Cour en juillet 1947. Il entrera à l'Académie française en 1951.
- Noël Sarrola (1919-2007), homme politique, maire de la commune de 1946 à 2006, président du conseil général de 2001 à 2004. Une place publique porte son nom[11].
- Le 16 octobre 1963, mariage de Romain Gary avec Jean Seberg.
- Pierre Alessandri (1969-2025), producteur d'agrumes et d'huiles essentielles installé au lieu-dit U Mandriolu depuis 1993 et secrétaire général du syndicat Via Campagnola engagé contre les dérives mafieuses de l'agriculture, assassiné sur son exploitation le 17 mars 2025[12],[13].